# Maueröd (Gemeinde Bad Traunstein)
Maueröd ist eine Rotte in der Marktgemeinde Bad Traunstein im Bezirk Zwettl in Niederösterreich.

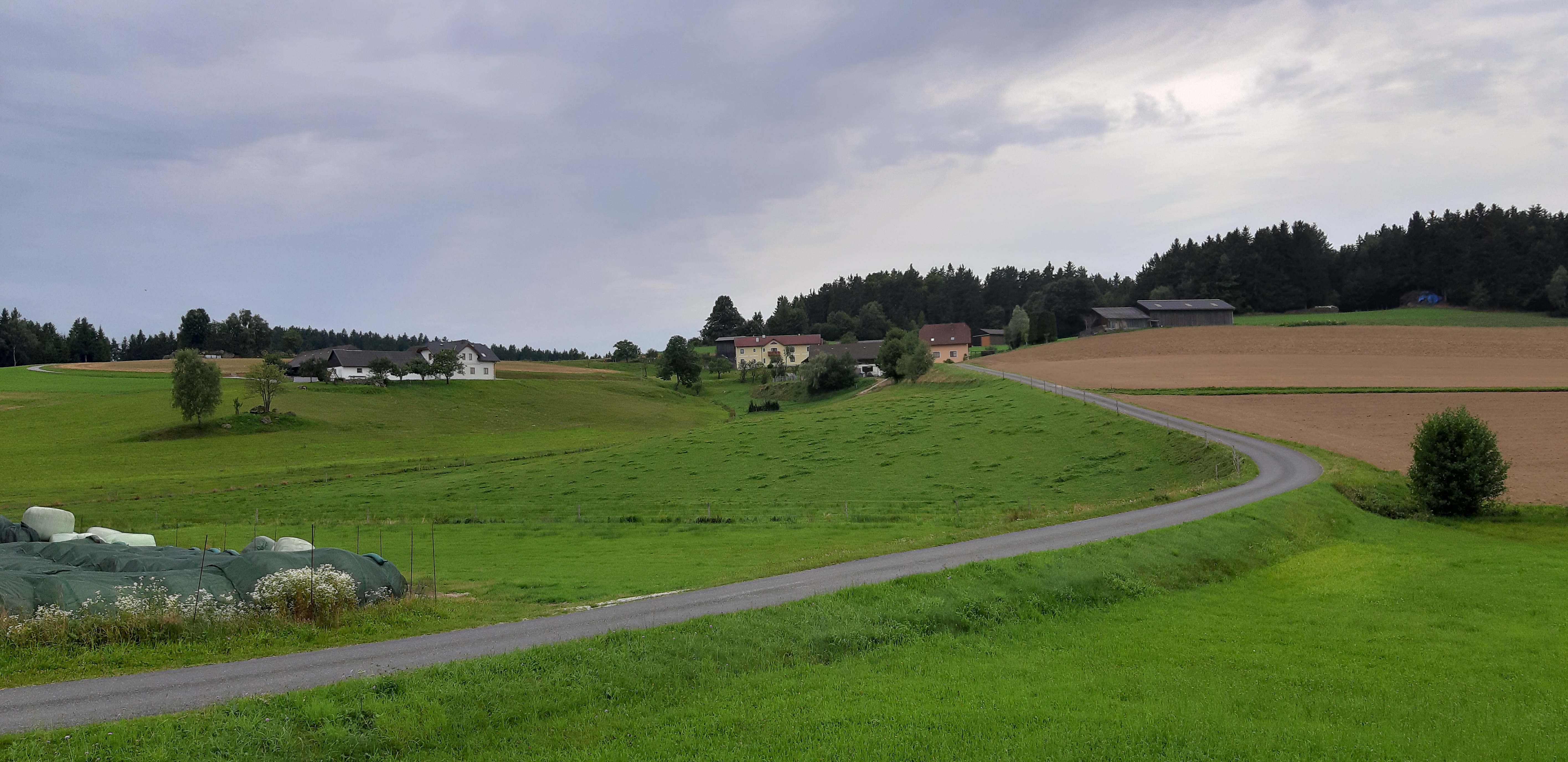
Blick auf die Häuser der Rotte Maueröd

## Geografie
Maueröd liegt 3 Kilometer nördlich von Bad Traunstein an der nördlichen Flanke des Hummelberges (874 m ü. A.) und ist nur über Nebenstraßen erreichbar.

## Geschichte
Der Ort wird bereits 1371 als Mawresöd erwähnt, 1662 Mawreth genannt, der Name weist auf den Besitz eines Mannes namens Maurus hin.
In Folge der Theresianischen Reformen wurde der Ort dem Kreis Ober-Manhartsberg unterstellt und nach dem Umbruch 1848 war er bis 1867 dem Amtsbezirk Ottenschlag zugeteilt.
Im Jahr 1822 wurde der Ort als Dorf mit drei Häusern genannt, das nach Traunstein eingepfarrt war, wohin auch die Kinder eingeschult wurden. Die Herrschaft Rappottenstein besaß die Ortsobrigkeit, übte die Landgerichtsbarkeit aus, besorgte die Konskription und hatte die Grundherrschaft inne.
Nach der Entstehung der Ortsgemeinden 1849 war die Ansiedlung als Teil der Katastralgemeinde Hummelberg ein Teil der Ortsgemeinde Traunstein und ist bis heute ein Teil dieser.
Laut Adressbuch von Österreich waren im Jahr 1938 in Maueröd drei Landwirte ansässig.